# Роуз (Вісконсин)
Роуз (англ. Rose) — місто (англ. town) в США, в окрузі Вошара штату Вісконсин. Населення — 661 особа (2020).

## Демографія
Згідно з переписом 2010 року, у місті мешкало 640 осіб у 272 домогосподарствах у складі 195 родин. Було 412 помешкання
Расовий склад населення:
| - 96,3 % — білих - 0,2 % — корінних американців - 0,2 % — чорних або афроамериканців - 2,5 % — осіб інших рас |

До двох чи більше рас належало 0,9 %. Частка іспаномовних становила 4,8 % від усіх жителів.
За віковим діапазоном населення розподілялося таким чином: 18,6 % — особи молодші 18 років, 60,3 % — особи у віці 18—64 років, 21,1 % — особи у віці 65 років та старші. Медіана віку мешканця становила 49,9 року. На 100 осіб жіночої статі у місті припадало 103,2 чоловіків;  на 100 жінок у віці від 18 років та старших — 103,5 чоловіків також старших 18 років.
Середній дохід на одне домашнє господарство  становив 53 807 доларів США (медіана — 46 000), а середній дохід на одну сім'ю — 63 116 доларів (медіана — 53 750). Медіана доходів становила 40 000 доларів для чоловіків та 41 375 доларів для жінок. За межею бідності перебувало 4,0 % осіб, у тому числі 0,0 % дітей у віці до 18 років та 6,3 % осіб у віці 65 років та старших.
Цивільне працевлаштоване населення становило 273 особи. Основні галузі зайнятості: освіта, охорона здоров'я та соціальна допомога — 28,9 %, виробництво — 13,2 %, сільське господарство, лісництво, риболовля — 11,7 %, роздрібна торгівля — 11,0 %.